# Orahovica
Orahovica je grad u Hrvatskoj, u Virovitičko-podravskoj županiji. Zovu ju i 'malom Švicarskom' te 'Gradom blizanaca'. Jedan je od oslonaca turizma Virovitičko-podravske županije.

## Gradska naselja
Grad Orahovica sastoji se od 13 naselja (stanje 2006.), to su: Bijeljevina Orahovička, Crkvari, Dolci, Donja Pištana, Duzluk, Gornja Pištana, Karlovac Feričanački, Kokočak, Magadinovac, Nova Jošava, Orahovica, Stara Jošava i Šumeđe.

## Zemljopis
Svojim je sjevernim dijelom Orahovica otvorena prema ravničarskim predjelima, a jugozapadnim dijelom graniči s obroncima Papuka i Krndije, odnosno s Parkom prirode Papuk. Smještena je na cesti (M3) Varaždin – Koprivnica – Našice – Osijek.
Kroz grad prolazi rijeka Vučica. Nažalost, sam grad nema željezničku stanicu, no najbliža se nalazi nekoliko kilometara dalje, u prigradskom naselju Duga Međa. Iako se nalazi u Virovitičko-podravskoj županiji, Orahovica je uz Viroviticu orijentirana i prema Požegi, a preko Našica i prema Osječko-baranjskoj županiji.

## Stanovništvo
Grad Orahovica ima 5792 stanovnika (2001.), od toga u samoj Orahovici živi 4262 stanovnika.

### Orahovica (naseljeno mjesto)
| Orahovica          |                |                |                |                |                |
| godina popisa      | 2001.          | 1991.          | 1981.          | 1971.          | 1961.          |
| Hrvati             | 3519 (82,56 %) | 2999 (69,51 %) | 2593 (64,74 %) | 2587 (76,26 %) | 2453 (80,82 %) |
| Srbi               | 478 (11,21 %)  | 771 (17,87 %)  | 618 (15,43 %)  | 604 (17,80 %)  | 495 (16,30 %)  |
| Jugoslaveni        | 0              | 218 (5,05 %)   | 649 (16,20 %)  | 118 (3,47 %)   | 19 (0,62 %)    |
| ostali i nepoznato | 265 (6,21 %)   | 326 (7,55 %)   | 145 (3,62 %)   | 83 (2,44 %)    | 68 (2,24 %)    |
| ukupno             | 4262           | 4314           | 4005           | 3392           | 3035           |

CD-rom: "Naselja i stanovništvo RH 1857. – 2001. godine", Izdanje Državnog zavoda za statistiku Republike Hrvatske, Zagreb, 2005.
| broj stanovnika | 3655  | 3834  | 3730  | 4136  | 4581  | 5745  | 5954  | 6845  | 5601  | 5906  | 5890  | 5834  | 6244  | 6262  | 5792  | 5304  | 4537  |
|                 | 1857. | 1869. | 1880. | 1890. | 1900. | 1910. | 1921. | 1931. | 1948. | 1953. | 1961. | 1971. | 1981. | 1991. | 2001. | 2011. | 2021. |

| broj stanovnika | 1678  | 1752  | 1564  | 1676  | 1932  | 2517  | 2573  | 3290  | 2769  | 3003  | 3035  | 3392  | 4005  | 4314  | 4262  | 3954  | 3384  |
|                 | 1857. | 1869. | 1880. | 1890. | 1900. | 1910. | 1921. | 1931. | 1948. | 1953. | 1961. | 1971. | 1981. | 1991. | 2001. | 2011. | 2021. |

## Uprava
Na lokalnim izborima 2021. godine za gradonačelnika je izbran Saša Rister iz Hrvatske demokratske zajednice.

## Povijest
U povijesti se Orahovica prvi puta spominje u ispravi kralja Andrije II. iz 1228. godine kojom se određuju međe između posjeda porodice Teten iz Ozyaga (Osuvak) i posjeda plemenite porodice orahovičke iz Orahovice. U ispravi se navodi da su posjedi povezani veoma dobrim tvrdim cestama.
Godine 1347. naselje postaje posjed Lovre Tota i njegovog sina Nikole Konta, utemeljitelja moćne i utjecajne obitelji Iločki. Smatra se da je Nikola Kont, kao jedna od najvažnijih osoba u državi (bio je ugarski palatin), dao sagraditi veliku utvrdu iznad Orahovice. Godine 1471. svi njegovi posjedi postaju vlasništvo Lovre Iločkoga.
Turci su zauzeli Orahovicu 1542. i vladali tim područjem sve do 1690. godine. Zabilježeno je da je prvih godina 15. stoljeća u Orahovici postojala crkva sv. Kate, od koje je danas ostao komad dovratnika koji se nalazi pri ulazu u današnju sakristiju.
Oslobođenjem tih krajeva od Turaka u ove krajeve dolazi novo plemstvo, među njima i Mihalovići, koji su dobili Orahovicu kao posjed.

## Religija
- Katolici: Župna crkva Našašća sv. Križa (sagrađena sredinom 18. st.) nalazi se u samom središtu grada.
- Pravoslavci: manastir Sv. Nikole smješten izvan grada, blizu naselja Duzluk.
- Protestanti: Evanđeoska pentekostna crkva "Betanija", nalazi se u gradskom parku na adresi Josipa bana Jelačića.

## Gospodarstvo
- Najstarija i najuspješnija tvrtka u Orahovici je Radlovac IGM d.d, istaknuti proizvođač kamenih materijala i betona. Radlovac je među malobrojnim kompanijama u Hrvatskoj i Europi koja se može pohvaliti stogodišnjom tradicijom
- U Orahovici se nalazi Keramika Modus – jedina tvornica keramičkih pločica u Republici Hrvatskoj
- Pan parket Orahovica – tvornica parnel parketa, proizvođač i izvoznik parketa,
- PP Orahovica – poljoprivredno poduzeće, proizvođač žitarica, vina i ribe,
- "SLAVIN" – međunarodni sajam vinogradarstva, vinarstva i voćarstva koji se održava svake godine. Slavin se održava tri dana u velikoj športskoj dvorani. Glavni je cilj sajma okupljanje vinogradara, voćara, i trgovaca razne opreme

## Poznate osobe
- Stjepan Ivšić, hrvatski filolog
- Josip Poljak, hrvatski geolog, speleolog, znanstvenik, planinar
- Stjepan Mesić, hrvatski političar i predsjednik i sudac
- Milan Ivšić, hrv. svećenik, novinski urednik, gl. tajnik Hrv. katoličkog narodnog saveza[6]

## Spomenici i znamenitosti
- Ružica grad ili Velika utvrda Orahovica – utvrđeni grad, prvi put spominje se kao kraljevski posjed 1357. godine. Do turske invazije mijenjao je više puta vlasnike, a 1687. godine zauzimaju ga Turci. Ta utvrda, koja je istodobno grad, dvor i tvrđava stoljećima je nadograđivana, a imala je više tornjeva, kula i bastiona, djelomično oplemenjena umjetničkim elementima stare arhitekture.
- kompleks manastira Sv. Nikole iznad mjesta Duzluka
- Orahovičko jezero – nalazi se u podnožju planine Papuka, nedaleko Ružice grada. Glavno i najposjećenije odredište Orahovice tijekom ljetnih dana.
- Obnovljena vodenica u središtu grada (u parku)
- Lokomotiva 'Ćiro' koja je prometovala Gutmanovom uskotračnom željeznicomLokomotiva "Ćiro" koja je nekada prolazila kroz grad Orahovicu. Sada je obnovljena, uređena i izložena turistima.
- Stari grad – slabije poznata utvrda slična Ružici gradu
- Vodenica – slabije poznata gradina podno Ružice grada[4]
- Ostaci srednjovjekovne utvrde Ružica gradplemićka kurija kod Orahovice (curiae nobilitaris) – slabije poznata gradina kod Ružice grada[4][7]

## Obrazovanje
- Srednja škola "Stjepan Ivšić"
- Osnovna škola Ivane Brlić-Mažuranić Orahovica
- Dječji vrtić "Palčić"
- Glazbena škola (ogranak slatinske glazbene škole)
- Fakultet za dentalnu medicinu i zdravstvo Sveučilišta J.J. Strossmayera u Osijeku, sveučilišni preddiplomski i diplomski studij Fizioterapije

## Dostupno djeci
- Gradska knjižnica, smještena u parku, blizu vodenice.
- INFOR – Udruga za informatiku i naprednu tehnologiju. Bavi se pokretanjem i organiziranjem informatičko-publicističke djelatnosti, organizira natjecanja umreženih računala (LAN PARTY), razvija interes mladeži za informatiku i tehničku kulturu.
- Park i stambeni blokovi uz rijeku Vučicu u središtu OrahoviceBazen – u sklopu Crvenog Križa. Za građanstvo je otvoren samo određenim danima u tjednu.

## Kultura
- Gradski muzej Orahovica
- Enigmatska udruga Orahovica
- Orahovačko proljeće – tradicionalna kulturna manifestacija (održava se svake godine)i predstavlja otvorenje turističke sezone u Orahovici. Tijekom Orahovačkog proljeća u Orahovici se održavaju razne kazališne predstave, izložbe, športske manifestacije, smotra KUD-ova, rock koncerti i ostalo. Tradicionalno Orahovačko proljeće održava se svake godine, a središnja manifestacija – Cvjetni korzo održava se prve nedjelje u 6. mjesecu

Tijekom cijele godine Turistička zajednica grada Orahovice organizira razne programe i zabavne događaje kako bi privukli mnogo turista u grad Orahovicu. Do sada su se organizirali razni petoboji, višeboji, fišijade, turniri...

## Turizam
Grad Orahovica polako postaje jedno od najatraktivnijih turističkih odredišta Virovitičko-podravske županije. Svojim brojnim znamenitostima, športskim aktivnostima, jezerom, prelijepom prirodom i događajima privlači sve više turista.

## Šport
- Škola nogometa Papuk Orahovica
- Plivački klub Orahovica
- NK Papuk Orahovica
- NK DOŠK Dolci
- Rukometni klub Orahovica
- Karate klub "HUS" Orahovica
- Kuglački klub Orahovica
- Športsko ribolovno društvo "Šaran" Orahovica
- Streljaško društvo Orahovica
- Športski tiplerski klub Orahovica
- Hrvatsko planinarsko društvo Orahovica
- Tenis klub Orahovica
- Šahovski klub Orahovica
- Paintball
- Motocross MX Team Orahovica

Malonogometni turnir "Zima"  održava se od 1989.
Svjetski jedinstveno natjecanje, utrka motokultivatora, održava se u Orahovici na motocross stazi više od deset godina. Utrka ima status državnog prvenstva.

## Vanjske poveznice
- Službena stranica
- TZ Orahovice
- Park prirode Papuk